# Купоярово
Купоя́рово (рос. Купоярово, башк. Ҡупаяр) — присілок у складі Давлекановського району Башкортостану, Росія. Входить до складу Алгинської сільської ради.
Населення — 15 осіб (2010; 20 в 2002).
Національний склад:
- росіяни — 90 %